# Sur la Chine

Sur la Chine est un recueil de textes documents de Claude Roy publié en 1979 aux éditions Gallimard, réunissant des articles de presse ou des textes isolés écrits par l'auteur en 1953, 1966, 1969, 1972, 1976, 1977, 1979, à propos de la Chine comme l'indique le titre. 

## Présentation
Pas un mot de ces documents n'a été retouché à la publication du recueil (sauf quelques modifications orthographiques pour s'adapter, comme le dit l'auteur au système de transcription pinyin, et quelques paragraphes rajoutés parce qu'ils avaient été supprimés dans les journaux pour les nécessités de la mise en page).
Très tôt, Claude Roy s'élève contre cette sino-mania improvisée, contre l'aveuglement d'une partie des Français sur ce qu'est réellement la « Révolution culturelle », sur les souffrances du peuple chinois auquel il ne manque jamais de rendre hommage. Il reconnaît avoir été lui-même abusé
Dans son introduction, il écrit :
La Chine aura été, elle est encore une des grandes affaires de ma vie. C'est le cas de beaucoup de mes contemporains. Elle projette et agrandit, sur l'écran d'un presque-continent et d'un peuple-myriade, les questions et les problèmes fondamentaux.(...)

## Accueil critique
Dans les Habits neufs du président Mao , Simon Leys rend hommage à la lucidité et à la modération de Claude Roy dont il affirme que ses analyses étaient les plus dignes de foi à une époque où quiconque passait quinze jours en Chine devenait sinologue aussitôt.